# Dave Bassett (Fußballtrainer)
David Thomas „Dave“ Bassett (* 4. September 1944 in London Borough of Harrow, England) ist ein ehemaliger englischer Fußballspieler und -trainer. Er trainierte u. a. den FC Wimbledon, Sheffield United und Nottingham Forest.

## Spielerlaufbahn
Bassett spielte im englischen Non-League football mehrfach für den FC Hayes, die Wycombe Wanderers, als Amateur beim FC Watford, den FC Hendon, St Albans City, Walton & Hersham und den FC Wimbledon. Mit Walton & Hersham gewann er 1973 den FA Amateur Cup, mit Wimbledon gewann er von 1975 bis 1977 drei Mal in Folge die Meisterschaft der Southern League und war in der Saison 1977/78 Wimbledons erster Kapitän nach der Aufnahme des Klubs in die Football League. Für die englische Amateurnationalmannschaft bestritt er von 1971 bis 1973 neun Partien, in der Spielzeit 1972/73 gewann er mit dem Team die British Home Amateur Championship.

## Trainerlaufbahn

### FC Wimbledon
Nach seiner Spielerlaufbahn übernahm Dave Bassett Anfang 1981 den Trainerposten beim englischen Viertligisten FC Wimbledon. Seine Tätigkeit war schnell von Erfolg gekrönt und führte zum Aufstieg in die dritte Liga. Nach dem direkten Wiederabstieg in der Saison 1981/82, gelang der Mannschaft unter Bassett ein ausgezeichnetes Jahr, das zur Meisterschaft in der vierten Liga führte. Der erneute Start in der dritten Liga verlief diesmal erheblich erfolgreicher und führte zum direkten Durchmarsch in die zweite Liga durch einen zweiten Tabellenplatz hinter Oxford United. Auch in der zweiten Liga konnte sich der Verein behaupten und platzierte sich am Saisonende 1984/85 im Mittelfeld der Tabelle. In der Spielzeit 1985/86 folgte der bisherige Höhepunkt in der Trainerlaufbahn von Dave Bassett. Durch einen dritten Platz hinter Norwich City und Charlton Athletic, sicherte sich Wimbledon den Aufstieg in die erste englische Liga. Der Höhenflug des Vereins setzte sich auch in der Football League First Division 1986/87 fort und führte die Mannschaft auf den sechsten Rang. Nach dieser ausgezeichneten Saison stellte sich Bassett einer neuen Herausforderung und übernahm den Trainerposten beim Ligakonkurrenten FC Watford. Der FC Wimbledon holte unter Bassets Nachfolger Bobby Gould 1988 den Titel im FA Cup gegen den FC Liverpool. Entscheidende Spieler wie Dave Beasant, Vinnie Jones, John Fashanu und Dennis Wise waren dabei bereits von Bassett geholt worden. Seine Tätigkeit in Watford verlief wenig erfolgreich und führte zur Entlassung Bassetts im Januar 1988.

### Sheffield United
Im Laufe der Saison 1987/88 übernahm er den Trainerposten beim englischen Zweitligisten Sheffield United. Dort konnte auch er den Abstieg in die dritte Liga nicht verhindern. Doch bereits im Folgejahr fruchtete seine Tätigkeit und führte zum direkten Wiederaufstieg in die Second Division. In der Saison 1989/90 wurde dieser Erfolg durch den Aufstieg in die First Division sogar noch gesteigert. Sheffield sicherte sich durch einen zweiten Platz hinter Leeds United das Aufstiegsticket. Der Verein spielte damit nach 14 Jahren wieder erstklassig und feierte die Rückkehr in der Football League First Division 1990/91 durch einen dreizehnten Tabellenplatz. In der Saison 1991/92 führte Bassett sein Team sogar auf den neunten Rang. Auch in der neu eingeführten Premier League etablierte sich United im ersten Jahr, ehe in der Premier League 1993/94 der Abstieg durch einen drittletzten Platz erfolgte. Nach einem verfehlten Wiederaufstieg 1994/95 und einem Fehlstart in die Saison 1995/96 endete seiner Tätigkeit in Sheffield im Dezember 1995.
Im Februar 1996 übernahm er den Trainerposten bei Crystal Palace. Er beendete seine Tätigkeit beim Zweitligisten jedoch bereits im März 1997 um den abstiegsgefährdeten Erstligisten Nottingham Forest zu trainieren.

### Nottingham Forest
Forest hatte nach einem ausgezeichneten dritten Platz als Aufsteiger in der Premier League 1994/95 den Abgang von Torjäger Stan Collymore verkraften müssen. Der von Trainer Frank Clark verpflichtete Kevin Campbell vom FC Arsenal erwies sich nicht als der erhoffte Ersatz. Die Saison in der Premier League 1996/97 verlief von Beginn an unglücklich. Auch nach der Entlassung Clarks und der Übernahme des Trainerpostens durch Spielertrainer Stuart Pearce stellte sich der Erfolg nur kurzfristig ein. Es folgte der Abstieg und der Abschied von Stuart Pearce nach 12 Jahren in Nottingham. In der Folgesaison bewies Bassett erneut sein Geschick als Aufstiegstrainer und führte die Mannschaft als Meister zurück in die Premier League. Das Sturmduo Pierre van Hooijdonk (29 Tore) und der endlich treffsichere Kevin Campbell (23 Tore) steuerten einen erheblichen Beitrag zum Aufstieg bei. Die Rückkehr in die Premier League 1998/99 stand jedoch unter keinen guten Vorzeichen. Bassett verkaufte elementare Spieler wie Campbell (Trabzonspor) und Colin Cooper (FC Middlesbrough) und zog sich damit den Unmut von Starspieler van Hooijdonk zu. Dieser weigerte sich zu Saisonbeginn für Forest aufzulaufen und kam erst am 12. Spieltag zu seinem ersten Einsatz. Die Mannschaft fand sich schnell am Tabellenende wieder, was zur Entlassung Bassetts Anfang 1999 führte.
Von Mai 1999 bis Dezember 2000 trainierte er den Zweitligisten FC Barnsley und verpasste mit seiner neuen Mannschaft in der Saison 1999/2000 den Aufstieg in die Premier League durch eine Play-off-Niederlage gegen Ipswich Town ganz knapp.
Im Oktober 2001 übernahm Bassett den Trainerposten beim abstiegsgefährdeten Erstligisten Leicester City. Nach dem Abstieg in die zweite Liga übernahm er eine Position im Management des Vereins. Ende Oktober 2007 übernahm er die Stelle als Co-Trainer seines ehemaligen Spielers Dennis Wise bei Leeds United. Nach der Entlassung von Wise Ende Januar 2008 endete die letzte Trainertätigkeit von Dave Bassett.

## Soziales Engagement
Bassett engagiert sich als Botschafter bei Show Racism the Red Card.